# Stephan Lehnstaedt
Stephan Lehnstaedt (geboren 1980 in München) ist ein deutscher Historiker und Professor für Holocaust-Studien und Jüdische Studien an der Touro University Berlin.

## Leben
Stephan Lehnstaedt studierte Geschichte und wurde 2008 an der Universität München promoviert. Im Jahr 2016 habilitierte er sich in Neuere und Neueste Geschichte an der Technischen Universität Chemnitz. Er war von 2005 bis 2009 wissenschaftliche Hilfskraft am Institut für Zeitgeschichte (IfZ) in München, von 2010 bis 2016 Mitarbeiter in Warschau am Deutschen Historischen Institut. Er beschäftigt sich mit Imperialismus, der Geschichte der zwei Weltkriege, dem Holocaust und dessen Wiedergutmachung. Aufsätze und Bücher von ihm liegen in sieben Sprachen vor.
2016 wurde Lehnstaedt Professor für Holocaust-Studien und Jüdische Studien an der Touro University Berlin. Er hat zuvor an der Universität München, der Humboldt-Universität zu Berlin sowie an der London School of Economics unterrichtet.
Er war 2008 bis 2010 Gutachter in Sozialgerichtsprozessen und 2012 Sachverständiger für den Bundestag zur Ghettorente. Seine Forschungen gelten als wesentlich für die geänderte Auslegung bzw. Betrachtung der Gesetzespraxis. 2017 war er als Sachverständiger in einer Anhörung des Bundestags-Unterausschusses für Auswärtige Kultur- und Bildungspolitik als Experte für das Gedenken an die Aktion Reinhardt, weil er sich u. a. für eine finanzielle Beteiligung Deutschlands am Neubau der Gedenkstätte Sobibor einsetzte. 2022 wurde Lehnstaedt im Bundestags-Ausschuss für Kultur und Medien zur Errichtung eines Dokumentationszentrums „Zweiter Weltkrieg und deutsche Besatzungsherrschaft in Europa“ gehört. Er ist Stellvertretendes Mitglied der 2025 eingerichteten Enquete-Kommission „Für gesellschaftlichen Zusammenhalt, gegen Antisemitismus, Rassismus, Muslimfeindlichkeit und jede Form von Diskriminierung“ des Abgeordnetenhauses von Berlin.
Lehnstaedt engagiert sich öffentlich zu aktuellen Themen der deutschen Gedenkkultur sowie zur polnischen Geschichte, 2018 hat er etwa den Bau eines deutsch-polnischen Geschichtsmuseums vorgeschlagen. Dazu publiziert er u. a. in der Süddeutschen Zeitung, dem Tagesspiegel oder der Jüdischen Allgemeinen und wird in Deutschland und Polen regelmäßig in Fernsehen und Radio als Experte interviewt. 2022 hat die Deutsch-Polnische Wissenschaftsstiftung die Förderung eines Handbuchs zur deutschen Besatzung Polens von 1939 bis 1945 beschlossen, das Lehnstaedt gemeinsam mit Paweł Machcewicz erarbeiten wird.

## Ausstellungen
Als wissenschaftlicher Leiter kuratiert Lehnstaedt mit seinen Studierenden regelmäßig Ausstellungen für und mit Berliner Gedenkstätten und Museen. Den Anfang machte 2017 die Ausstellung „Im Angesicht der Vernichtung. Arbeit und Widerstand in den Ghettos, 1941–1944“ für die und mit der Gedenkstätte Deutscher Widerstand. 2019 entstand „Kämpferisches Christentum und völkische Gesinnung“ in der Zitadelle Spandau. Ebenfalls 2019 fand die mit der Gedenkstätte Haus der Wannsee-Konferenz und der Wiener Library London erarbeitete Ausstellung „Verfolgen und Aufklären. Die erste Generation der Holocaustforschung“ viel Beachtung. Sie wurde unter anderem von den Vereinten Nationen in New York, dem UNESCO-Hauptquartier in Paris, dem Palais des Nations der UN in Genf, dem Haus der Geschichte Österreichs in Wien und dem Auswärtigen Amt in Berlin gezeigt. Lehnstaedt war außerdem wissenschaftlicher Leiter der Online-Ausstellungen „Der Mensch als Ware. Zwangsarbeit bei Siemens in Berlin“ sowie von "Treblinka-Gedenken in Berlin". Zuletzt entstand 2022 mit dem Militärhistorischen Museum Flugplatz Berlin-Gatow die Ausstellung "Die Luftwaffe im Dritten Reich. Verbrechen, Zwangsarbeit, Widerstand".

## Mitgliedschaften
Lehnstaedt ist unter anderem Vorsitzender des wissenschaftlichen Beraterkreises der Stiftung Flucht, Vertreibung, Versöhnung. Er ist Mitglied in den wissenschaftlichen Beiräten der Zeitschrift Przegłąd Zachodni, des Centrum Relacji Katolicko-Żydowskich KUL im. Abrahama Heschela in Lublin, der Jury des Wissenschaftlichen Förderpreises des Botschafters der Republik Polen in Berlin sowie des Beirats für Vertriebene und Spätaussiedler des Sächsischen Staatsministeriums des Inneren. In Israel ist er Mitglied des Poland-Forum an der Fakultät für Jewish Studies an der Bar-Ilan-Universität. 2024 wurde er in die Klasse Sozial- und Geisteswissenschaften der Leibniz-Sozietät der Wissenschaften gewählt.

## Auszeichnungen
- Kommandeurskreuz des polnischen Ordens „Missio Reconciliationis“, 2015 – für die Verdienste um die Ghettorenten
- Medaille „Powstania w Getcie Warszawskim“ der Stowarzyszenie Żydów Kombatantów i Poszkodowanych w II Wojnie Światowej (Vereinigung der jüdischen Kämpfer und Geschädigten des Zweiten Weltkriegs), 2015 - für Forschungen zur deutsch-polnisch-jüdischen Geschichte
- Orden „Za Wybitne Zasługi“ des Związek Kombatantów RP i Byłych Więźniów Politycznych (Verband der Kombattanten und früheren politischen Gefangenen in Polen), 2017 - für die Verdienste um die Ghettorenten[26]
- Medaille „100-lecia bitwa Warszawskiej“ der polnischen Piłsudski-Vereinigung, 2021 - für das Buch "Der vergessene Sieg"[27]

## Veröffentlichungen

### Monographien
- Der vergessene Widerstand. Jüdinnen und Juden im Kampf gegen den Holocaust. C.H. Beck, München 2025, ISBN  978-3-406-83030-3.
- Der Warschauer Aufstand 1944. Reclam, Ditzingen 2024, ISBN 978-3150114834.
- Der Große Nordische Krieg 1700–1721. Reclam, Ditzingen 2021, ISBN 978-3-15-011345-5.[28]
- Der vergessene Sieg. Der Polnisch-Sowjetische Krieg 1919–1921 und die Entstehung des modernen Osteuropa. C.H. Beck, München 2019, ISBN 978-3-406-74022-0.
- Imperiale Polenpolitik in den Weltkriegen. Eine vergleichende Studie zu den Mittelmächten und zu NS-Deutschland. Fibre-Verlag, Osnabrück 2017, ISBN 978-3-944870-57-1.
- Der Kern des Holocaust. Bełżec, Sobibór, Treblinka und die Aktion Reinhardt. C.H. Beck, München 2017, ISBN 978-3-406-70702-5.[29]
- Geschichte und Gesetzesauslegung. Zu Kontinuität und Wandel des bundesdeutschen Wiedergutmachungsdiskurses am Beispiel der Ghettorenten. fibre-Verlag, Osnabrück 2011, ISBN 978-3-938400-69-2.
- Okkupation im Osten. Besatzeralltag in Warschau und Minsk 1939–1944. Oldenbourg-Verlag, München 2010 (Volltext digital verfügbar).

### Herausgeberschaften
- mit Frank-Lothar Kroll: Jüdischer Widerstand in Europa. Grundlagen, Formen, Netzwerke. BeBra, Berlin 2024, ISBN 978-3-95410-333-1.
- mit Karin Grimme und Stephan Horn: Die Luftwaffe im „Dritten Reich“. Verbrechen, Zwangsarbeit, Widerstand. Militärhistorisches Museum der Bundeswehr, Berlin-Gatow 2023.
- mit Tomasz Głowinski und Witold Mędykowski: Tak, jak gdyby nas nigdy nie było. Zagłada Żydów w ramach niemieckiej Aktion “Reinhardt” / As if we had never ever existed. Extermination of Jews as part of the the German Aktion “Reinhardt”. Towarzystwo Projektów Edukacyjnych, Warszawa/Berlin/Jerusalem 2021.
- Schuld ohne Sühne? Deutschland und die Verbrechen in Polen im Zweiten Weltkrieg. Metropol-Verlag, Berlin 2021.
- mit Bernhard Bachinger und Wolfram Dornik: Österreich-Ungarns imperiale Herausforderungen 1867–1918. Vandenhoeck & Ruprecht, Göttingen 2020.
- mit Svea Hammerle und Hans-Christian Jasch: 80 Jahre danach. Bilder und Tagebücher deutscher Soldaten vom Überfall auf Polen 1939. Metropol-Verlag, Berlin 2019.
- mit Hans-Christian Jasch: Verfolgen und Aufklären - Crimes Uncovered. Die erste Generation der Holocaustforschung - The First Generation of Holocaust Researchers. Metropol-Verlag, Berlin 2019.
- mit Robert Traba: Die „Aktion Reinhardt“. Geschichte und Gedenken. Metropol-Verlag, Berlin 2019.
- mit Marta Ansilewska-Lehnstaedt: Identität und Krieg. In: Zeitschrift für Genozidforschung. Band 16, Nr. 1, 2018
- mit Dariusz Adamczyk: Wirtschaftskrisen als Wendepunkte. Ursachen, Folgen und historische Einordnungen vom Mittelalter bis zur Gegenwart. Fibre-Verlag, Osnabrück 2015.
- mit Jochen Böhler: Die Berichte der Einsatzgruppen aus Polen 1939. Vollständige Edition. Metropol-Verlag, Berlin 2013.
- mit Jürgen Hensel: Arbeit in den nationalsozialistischen Ghettos. Fibre-Verlag, Osnabrück 2013.
- mit Grzegorz Krzywiec, Joanna Nalewajko-Kulikov und Ruth Leiserowitz: Lesestunde – Lekcja czytania. Neriton, Warschau 2013.
- mit Jochen Böhler: Gewalt und Alltag im besetzten Polen 1939–1945. Fibre-Verlag, Osnabrück 2012.
- mit Kristin Platt: Alltag im Ghetto. Strukturen, Ordnungen und Lebenswelt(en) im Blick neuer Forschungen. In: Zeitschrift für Genozidforschung. Band 13, Nr. 1/2, 2012.